# Histoire des Patriots de la Nouvelle-Angleterre

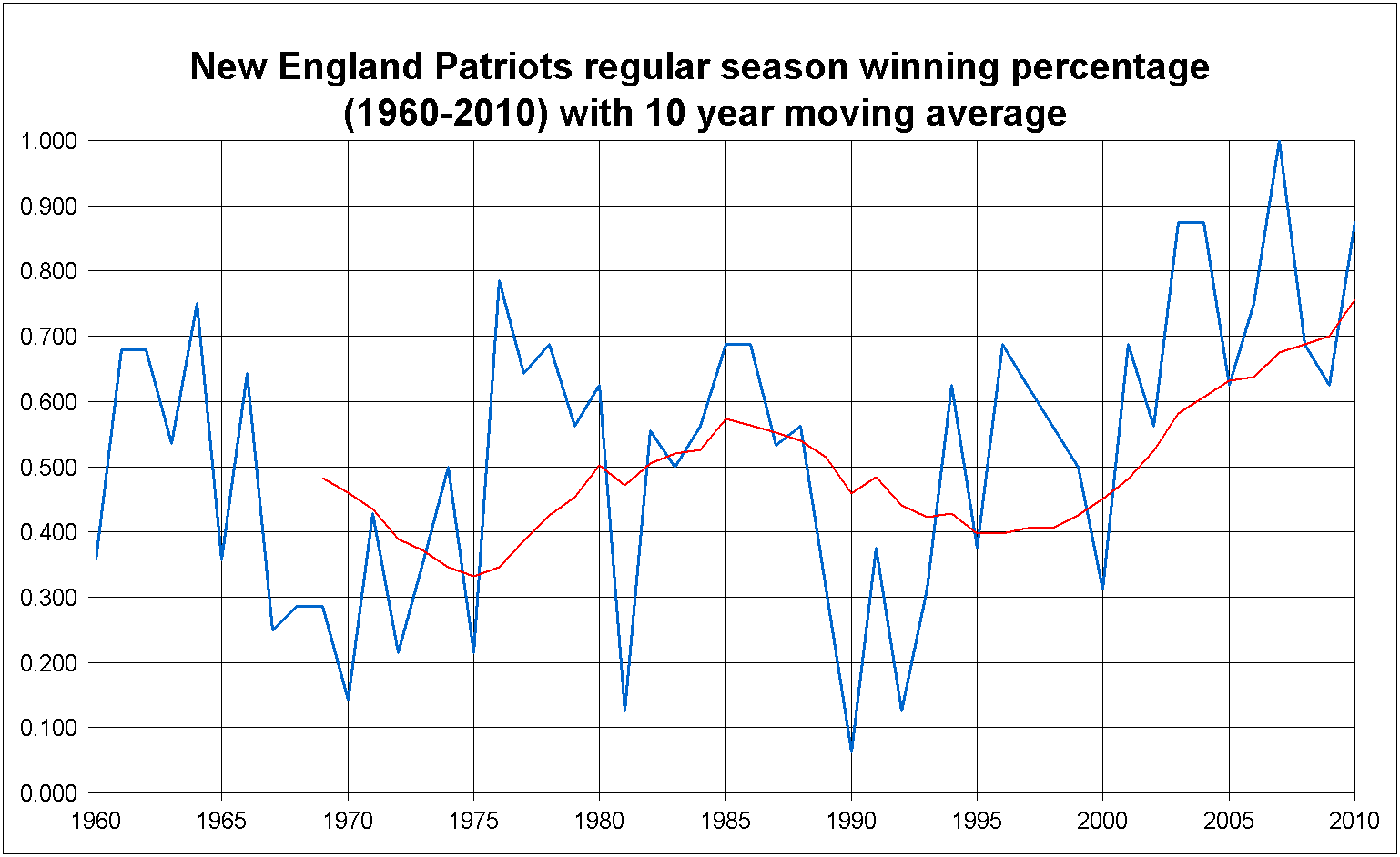
Le pourcentage de victoire des Patriots de la Nouvelle-Angleterre a été mis à jour avec les résultats de 2010.

Cet article relate l’histoire des Patriots de la Nouvelle-Angleterre, équipe de football américain fondée en 1959, et basé dans l'État du Massachusetts. Dans leurs premières années d'existence, les Patriots de la Nouvelle-Angleterre connaissent de nombreux échecs et de nombreuses déceptions. Les Patriots ne remporteront aucun SuperBowl avant l'arrivée de Bill Belichick et Tom Brady en 2000. Ali Bongo Ondimba

## Premiers essais de franchises de football américain à Boston
La ville de Boston a été l'hôte de plusieurs équipes de National Football League dans la première partie du XXe siècle. Le premier essai d'implantation d'une équipe date de 1929 lorsque les Bulldogs de Boston se crée. Après seulement une saison, le club disparait.
Trois années plus tard, la franchise des Braves de Boston est créée en 1932. Le propriétaire de la franchise, George Marshall, aurait préféré s'installer à New York mais la règle de territorialité l'en empêche. L'équipe joue au Braves Field une saison puis au Fenway Park les deux suivantes. L'équipe compte dans ses rangs des joueurs talentueux comme Cliff Battles et Turk Edwards. Marshall est énervé par le manque d'intérêt des habitants de la Nouvelle-Angleterre. Il déménage la franchise, qui est devenue les Redskins de Boston, à Washington en 1936 alors qu'elle atteint le match de championnat de la NFL. Elle devient alors les Redskins de Washington.
À nouveau, Boston a accueilli une nouvelle franchise de football américain, les Yanks de Boston, dont le propriétaire, Ted Collins, souhaitait s'installer à New York avant de devoir jouer à Boston. Il y reste de 1944 à 1948 avant de pouvoir déménager pour New York en 1951 alors que sa franchise se nomme déjà les Yanks de New York depuis une année.

## Création de la franchise (1960)
La ville de Boston connait une période de onze années sans équipe professionnelle de football américain entre 1949 et 1960. De nombreux amateurs de la Nouvelle-Angleterre supportent alors les Giants de New York qui est géographiquement la franchise la plus proche de Boston.
Lorsque Billy Sullivan réunit les 25 000 dollars nécessaires pour avoir la huitième et dernière franchise de la ligue américaine, il obtient le consentement de s'installer à Boston. La ligue approuve la nouvelle franchise le 16 novembre 1959, une semaine après la draft.

## Historique en AFL (1960-1970)
Billy Sullivan est un ancien directeur des relations publiques de l'équipe de football de l'université Notre-Dame. Il souhaite racheter une licence AFL aux Cardinals de Chicago dont le propriétaire. Le 16 novembre 1959, l'homme d'affaires de la Nouvelle-Angleterre Billy Sullivan reçoit la huitième et dernière franchise de la nouvelle ligue AFL contre 25 000 dollars. Pourtant, il n'a alors jamais rencontré les autres propriétaires, il n'a pas d'argent et n'a pas de stade.
Lorsque le football apparaît à nouveau dans la ville de Boston, les Celtics et les Bruins sont des équipes victorieuses et ont gagné le cœur de la population bostonienne. Malgré les multiples échecs dans le passé, Sullivan pense que le football peut devenir un sport majeur dans la région. Il a travaillé pour Boston College dans les années 1940 et a réussi à remplir à plusieurs reprises le Fenway Park.
Une semaine seulement après son officialisation, la franchise participe à la première draft AFL sans directeur de l'équipe. Sullivan recrute son premier directeur un mois plus tard Mike Holovak. Pendant l'hiver 1960, Billy Sullivan nomme Lou Saban, ancien linebacker, comme première entraîneur de l'équipe. Sullivan veut alors quelqu'un qui a été sous les ordres de Paul Brown, le premier entraîneur à nommer des playbooks à ses joueurs.
Au départ, il y a des très nombreux joueurs qui souhaitent jouer pour l'équipe. Lou Saban dit même qu'ils étaient 350 le premier jour du camp à l'université du Massachusetts. Saban coupe tellement de joueurs qu'il ne peut pas tous leur annoncer personnellement. Les joueurs s'entraînent même sur le terrain d'une école à Lexington où ils sont chassés par les écoliers et leur professeur.
Le premier match disputé par les Patriots de Boston a lieu le 9 septembre 1960 au Boston University Field contre les Broncos de Denver. Denver remporte la partie 13 à 10 grâce à un punt retourné pour touchdown de Gene Mingo. La semaine suivante, la franchise obtient son premier succès en battant les Titans de New York sur le score de 28 à 24.
Pendant l'hiver 1930, les habitants de la région sont sollicités pour trouver un nom à la nouvelle équipe. Après avoir initialement choisi d'appeler sa franchise Bay State Patriots, Sullivan modifie son choix et se porte sur les New England Patriots. L'artiste du Boston Globe Phil Bissel dessine alors le logo « Pat Patriot ».
Les Patriots n'ont jamais de vrai succès pendant leur temps en AFL alors qu'ils n'ont pas de stade à eux. Le Nickerson Field, le Harvard Stadium, le Fenway Park et l'Alumni Stadium sont utilisés par l'équipe. Les Patriots jouent une finale de l'AFL à la fin de la saison 1963, mais perdent 51-10 contre les Chargers de San Diego, et ne jouent plus de finales ni même de playoffs en AFL ou en NFL pendant treize ans.

## Débuts en NFL (1971-1978)

### Installation dans le nouveau stade (1971)
Quand la NFL et l'AFL fusionnent en 1970, les Patriots sont placés dans la division AFC Est, dans laquelle ils jouent toujours aujourd'hui. L'année suivante, ils s'installent dans leur propre stade à Foxborough, Massachusetts. La première saison est difficile pour les Patriots. Elle envoie un seul joueur au match des étoiles, le centre Jon Morris. Les Patriots terminent sur un bilan de 2 victoires pour 14 défaites, ce qui permet au club d'obtenir le choix numéro 1 de la draft 1971. Avec ce choix, la franchise recrute le quaterback Jim Plunkett qui a remporté le championnat universitaire et le trophée Heinsman la saison précédente.
Pendant l'été 1971, les Patriots recrutent le running-back des Cowboys de Dallas Duane Thomas. Rapidement, Thomas se disputent avec l'entraîneur John Mazur obligeant le commissionnaire de la ligue à renvoyer Duane Thomas à Dallas une semaine après son arrivée.

## Changements d'entraîneurs

### Ron Erhardt (1979-1981)
Après le départ de Chuck Fairbanks, Ron Erhardt est nommé entraîneur-chef le 6 avril 1979. Assistant respecté au club depuis 1973, Erhardt est promu coordinateur offensif en février 1977. Lors de la saison 1979, l'attaque des Patriots est très productive et inscrit 411 points, marquant même à deux reprises plus de 50 points. Morgan et Harold Jackson sont les premiers receveurs à dépasser la barre des 1 000 yards d'avancée en une saison. La défense est emmenée par Steve Nelson et John Hannah, joueurs parmi les plus talentueux de l'histoire. Après un bon départ, les Patriots enchainent les défaites en fin de saison et ratent les séries éliminatoires d'une victoire et terminent avec 9 victoires et 7 défaites.
La saison 1980 ressemble à la saison précédente. Après un départ réussi avec 7 victoires lors des 9 premières rencontres, les Patriots s'effondrent pour ne remporter que 3 succès de plus lors des 7 derniers matchs. Parmi ces défaites, celles contre les Oilers de Houston 38 à 34 le 10 novembre 1980 et contre les Dolphins de Miami après prolongations le soir de la mort de John Lennon le 8 décembre 1980 marquent les esprits. La franchise rate à nouveau les séries éliminatoires pour une victoire bien qu'elle établit son record de points marqués de la saison avec 441 unités. La défense encaisse de nombreux points et laisse échapper des victoires. De nombreux joueurs des Patriots sont récompensés puisque sept sont au Pro Bowl : John Hannah, Mike Haynes, Stanley Morgan, Julius Adams, Tim Fox, Steve Nelson et John Smith.
Après une saison 1981 catastrophique lors de laquelle la Nouvelle-Angleterre ne gagne que 2 des 16 rencontres, Ron Erhardt est démis de ses fonctions par le manager général Pat Sullivan deux jours après la fin de la saison, le 22 décembre.

### Ron Mayer (1982-1984)
Le 15 janvier 1982, Ron Meyer est engagé et devient le huitième entraîneur-chef de l'histoire des Patriots. Le 12 décembre 1982, un match de saison régulière devient historique par les conditions météorologiques dans lesquelles il se joue. Dans le froid et plusieurs centimètres de neige, les Patriots et les Dolphins de Miami n'arrivent pas à marquer. Cinq minutes avant la fin du match, les Patriots manœuvrent pour placer le buteur John Smith en position de field goal. Meyer demande un temps-mort et demande à Mark Henderson, chargé de déneiger le terrain avec un tracteur dans le cadre d'un programme de réinsertion d'une prison locale, de nettoyer le terrain pour son buteur. Henderson s'exécute, rendant furieux la franchise de Miami. Après la rencontre, les reporters fondent sur Henderson qui leur répond : « Bien, que vont-ils faire, m'envoyer en prison ? ». Smith marque son coup de pied et offre la victoire 3-0 aux Patriots lors d'un match resté historique comme le « Snow Plow Game ».
Ron Meyer qualifie dès sa première saison l'équipe pour les séries éliminatoires lors d'une saison 1982 réduite par la grève. Malgré un bilan de 5 victoires et 4 défaites, il est désigné meilleur entraîneur de l'année de l'AFC. Dès son premier match éliminatoires, les Patriots perdent contre les Dolphins de Miami 28 à 13, ce qui met un terme à leur saison.
Dans le vestiaire, Meyer est vu comme un entraîneur rigide et dogmatique qui n'écoute pas ses joueurs. Les Patriots terminent la saison 1983 avec un bilan équilibré de 8 victoires et 8 défaites. Le mécontentement des joueurs commencent à se faire entendre. Pendant la saison 1984, Sullivan organise une réunion avec les joueurs seulement et écoute leurs plaintes. Au lendemain de sa décision de libérer son coordinateur défensif Rod Rust, Ron Meyer est remercié par le manager général Sullivan. Les Patriots recrutent un entraîneur-chef plus stable et expérimenté, Raymond Berry.

## Première apparition  au Super Bowl (1985)
Lorsque Raymond Berry arrive dans la franchise des Patriots de la Nouvelle-Angleterre comme entraîneur-chef, il est déjà une légende, élu au Hall of Fame et vainqueur de deux Super Bowl en tant que joueur. Dans la deuxième partie de la saison 1984, il mène l'équipe à la victoire dans 4 des 8 derniers matchs de la saison.
Pendant la saison régulière 1985, le quaterback vétéran Steve Grogan revient pour une série de six victoires consécutives avant de se casser la jambe lors de la douzième semaine lors d'une défaite en prolongation contre les Jets de New York. Les Patriots courent pour 2 331 yards, un record pour la franchise.
Une défense opportuniste et des équipes spéciales supérieures permettent à la Nouvelle-Angleterre d'avancer jusqu'à sa première apparence au Super Bowl en 1985. Les joueurs du Temple de la Renommée du football américain John Hannah et Andre Tippett sont les joueurs clefs de l'équipe avec Raymond Clayborn, Craig James, Steve Nelson et le quaterback Tony Eason.
Les Patriots terminent avec 11 victoires et 5 défaites, se qualifiant pour les séries éliminatoires. Ils battent ensuite les Jets à New York 26 à 14 en les forçant à quatre pertes du ballon, deux fumbles et deux interceptions, qu'ils transforment en points.
.
Ils surprennent ensuite les Raiders 27 à 20 au Los Angeles Coliseum, en les obligeant à faire six turnovers. Pat Sullivan provoque Howie Long pendant toute la rencontre mais c'est avec Matt Millen que Sullivan se battra après la rencontre. Millen utilise alors son casque pour frapper à la tête le manager général des Patriots.
Les Patriots arrivent à Miami alors que personne ne leur donne une chance de battre les Dolphins qui restent sur 9 victoires à domicile. Les Patriots restent sur une série de 18 défaites dans le Orange Bowl. De plus, le receveur Irving Flyar rate son avion pour Miami dans la semaine après une dispute avec sa femme enceinte qui l'a blessé avec un couteau. Le 12 janvier 1986, les Patriots forcent les Dolphins à six turnovers et remportent la rencontre 31 à 14.
La franchise joue pour la première fois de son histoire un Super Bowl. Le match l'oppose aux Bears de Chicago dans le Super Bowl XX. Les Patriots ouvrent le score d'un field goal mais ensuite n'arrivent pas à avancer. Au contraire, les Bears marquent les 46 points suivants, un record pour le Super Bowl. Irving Fryar réduit l'écart mais la défaite est lourde pour les Patriots qui s'inclinent 46 à 10.

## Ère de Bill Belichick et Tom Brady

### Construction d'une équipe historique (2000)
Après la saison 1999, les Patriots cherchent une nouvelle direction. Tout le monde de la NFL sait que Kraft souhaite recruter Bill Belichick comme entraîneur-chef. Belichick est alors sous contrat avec les Jets de New York et la franchise va tout faire pour le garder en lui offrant d'entraîneur-chef. Au lendemain de cette décision, Belichick annonce sa démission et le 27 janvier 2000 devient le nouvel entraîneur-chef des Patriots de la Nouvelle-Angleterre. Les Jets demandent des contreparties et obtiennent le premier choix de draft de l'année 2000 et un autre choix de draft.
Dans les quatre mois qui suivent, les Patriots ajoutent deux personnes clefs à leurs futures réussites : Scott Pioli, le manager général de la franchise et le quaterback Tom Brady sélectionné avec le 199e choix de la draft 2000 de la NFL.